# Konstantin Czistiakow
Konstantin Siergiejewicz Czistiakow (ros. Константин Сергеевич Чистяков; ur. 19 marca 1970 w Ufie) – rosyjski narciarz alpejski reprezentujący też ZSRR, złoty medalista mistrzostw świata juniorów.

## Kariera
Największy sukces w karierze osiągnął w 1988 roku, kiedy zdobył złoty medal w kombinacji podczas mistrzostw świata w juniorów w Madonna di Campiglio. Na tej samej imprezie był też między innymi czwarty w supergigancie i gigancie. Jeszcze dwukrotnie startował na imprezach tego cyklu, jednak plasował się poza najlepszą dziesiątką. W zawodach Pucharu Świata pierwsze punkty wywalczył 12 stycznia 1992 roku w Garmisch-Partenkirchen, gdzie był dwunasty w supergigancie. Nigdy nie stanął na podium zawodów tego cyklu, nigdy też nie zajął wyższego miejsca niż w Garmisch. Najlepsze wyniki osiągnął w sezonie 1991/1992, kiedy to zajął 103. miejsce w klasyfikacji generalnej, a w klasyfikacji supergiganta zajął 38. pozycję. W 1988 roku wystartował na igrzyskach olimpijskich w Calgary, gdzie ukończył tylko zawody w gigancie, zajmując 35. miejsce. Na rozgrywanych cztery lata później igrzyskach w Albertville jego najlepszym wynikiem było 22. miejsce w supergigancie.

## Osiągnięcia

### Igrzyska olimpijskie
| Miejsce | Dzień     | Rok  | Miejscowość | Konkurencja | Czas biegu  | Strata   | Zwycięzca           |
| ------- | --------- | ---- | ----------- | ----------- | ----------- | -------- | ------------------- |
| DNF     | 17 lutego | 1988 | Calgary     | Kombinacja  | 36,55 pkt   | -        | Hubert Strolz       |
| DNF     | 21 lutego | 1988 | Calgary     | Supergigant | 1:39,66 min | -        | Franck Piccard      |
| 35.     | 25 lutego | 1988 | Calgary     | Gigant      | 2:06,37 min | +10,30 s | Alberto Tomba       |
| DNF     | 27 lutego | 1988 | Calgary     | Slalom      | 1:39.47 min | -        | Alberto Tomba       |
| 24.     | 9 lutego  | 1992 | Albertville | Zjazd       | 1:50,37 min | +3,56 s  | Patrick Ortlieb     |
| DNF     | 11 lutego | 1992 | Albertville | Kombinacja  | 14,58 pkt   | -        | Josef Polig         |
| 22.     | 16 lutego | 1992 | Albertville | Supergigant | 1:13,04 min | +3,10 s  | Kjetil André Aamodt |

### Mistrzostwa świata juniorów
| Miejsce | Dzień       | Rok  | Miejscowość          | Konkurencja | Czas biegu  | Strata  | Zwycięzca           |
| ------- | ----------- | ---- | -------------------- | ----------- | ----------- | ------- | ------------------- |
| 17.     | 22 marca    | 1987 | Sälen                | Gigant      | 2:31,70 min | +3,65 s | Thomas Wolf         |
| 15.     | 26 marca    | 1987 | Hemsedal             | Zjazd       | 1:25,72 min | +1,47 s | Urs Lehmann         |
| 13.     | 27 stycznia | 1988 | Madonna di Campiglio | Zjazd       | 1:33,15 min | +1,50 s | Kaspar Gilgenrainer |
| 4.      | 28 stycznia | 1988 | Madonna di Campiglio | Supergigant | 1:35,26 min | +0,87 s | Jeremy Nobis        |
| 4.      | 29 stycznia | 1988 | Madonna di Campiglio | Gigant      | 2:05,55 min | +0,93 s | Gregor Grilc        |
| 12.     | 30 stycznia | 1988 | Madonna di Campiglio | Slalom      | 1:42,30 min | +1,79 s | Stefan Szałamanow   |
| 1.      | 30 stycznia | 1988 | Madonna di Campiglio | Kombinacja  | ?           | -       | -                   |
| 11.     | 5 kwietnia  | 1989 | Aleyska              | Zjazd       | 1:28,93 min | +1,47 s | Ed Podivinsky       |
| 23.     | 6 kwietnia  | 1989 | Aleyska              | Supergigant | 1:17,59 min | +2,67 s | Tommy Moe           |
| 19.     | 7 kwietnia  | 1989 | Aleyska              | Gigant      | 2:17,20 min | +5,51 s | Jeremy Nobis        |

### Puchar Świata

#### Miejsca w klasyfikacji generalnej
- sezon 1991/1992: 103.

#### Miejsca na podium
Czistiakow nigdy nie stanał na podium zawodów PŚ.